# Gardineria paradoxa
Gardineria paradoxa is een rifkoralensoort uit de familie van de Gardineriidae. De wetenschappelijke naam van de soort is voor het eerst geldig gepubliceerd in 1868 door Pourtalès.